# Luigi Centurione
Alessandro Luigi Centurione (Génova, 29 de agosto de 1686-Castelgandolfo, 2 de octubre de 1757) fue un jesuita italiano, decimoséptimo Prepósito General de la Compañía de Jesús.

## Formación y primeros años
Nacido en el seno de una familia noble genovesa, estudió en el Colegio Jesuita de Parma y entró en la Compañía de Jesús en 1703. Tras estudiar Filosofía y Teología fue ordenado sacerdote en 1717. Enseñó Letras, Filosofía y Teología antes de ser nombrado Provincial de Milán en 1750. Formó parte de la Congregación que eligió general de la Compañía a Ignazio Visconti en 1751. Visconti le nombró su asistente para Roma y dejó una nota para que a su muerte fuera nombrado vicario general de la Compañía.

## Prepósito General
Fue elegido Prepósito General en la 18.ª Congregación, el 30 de noviembre de 1755, algunos días después del terremoto de Lisboa y pronto sintió los efectos de la campaña lanzada por el Marqués de Pombal contra los jesuitas. La hostilidad de los jesuitas se tradujo en un panfleto de Gabriel Malagrida que afirmaba que el terremoto era un castigo divino contra el ateísmo de Pombal. Malagrida fue entregado a la Inquisición y condenado a la hoguera en 1761.
Se tomaron otras medidas contra los jesuitas y una primera petición de supresión de la Compañía se dirigió al entonces agonizante Benedicto XIV.
Para hacer frente a las crecientes acusaciones de laxismo en cuestiones morales Centurione dirigió una carta a todos los responsables jesuitas insistiendo en el refuerzo de la enseñanza de la teología moral en los seminarios. Anteriormente y a petición de la Congregación que le había elegido, Centurione ya había escrito una carta sobre "el verdadero espíritu de la Compañía". Previendo que se acercaban tiempos peligrosos, Centurione deseaba una fortificación de la vida espiritual de los jesuitas para poder resistir mejor la tormenta que se acercaba. 
Las dificultades que causaron las arriesgadas operaciones comerciales del padre Antoine Lavalette y la inepta gestión de la bancarrota que hicieron los jesuitas franceses complicaron el mandato de Centurione y aumentaron el número de los que pensaban que la Compañía ya no era reformable.
La brevedad de su mandato no le permitió tomar más medidas. Su afabilidad y fuerza de carácter, que le empujaron a no amenazar ni a tomar medidas de represalias, prepararon inconscientemente a sus compañeros a sobrevivir a la supresión de la Compañía en 1773.